# 2210 Lois
2210 Lois је астероид главног астероидног појаса чија средња удаљеност од Сунца износи 2,403 астрономских јединица (АЈ).
Апсолутна магнитуда астероида је 14,3.